# Taylor Swift (음반)
“Taylor Swift”는 미국의 싱어송라이터 테일러 스위프트의 셀프 타이틀 음반이자 첫 정규 음반이다. 2006년 10월 24일 빅 머신 레코드를 통하여 발매되었다.
스위프트는 2004년 14살의 나이에 컨트리 싱어송라이터로서의 경력을 쌓기 위하여 펜실베이니아주에서 테네시주로 이주하였다. 이후 소니/ATV 트리 퍼블리싱 하우스와 계약을 맺었으며, 이듬해인 2005년에는 빅 머신 레코드와 계약을 체결하여 고등학교 1학년이 되던 해에 음반을 발매하였다. 음반에 수록된 11곡 중 3곡은 스위프트가 혼자서 작사 및 작곡에 참여하였으며, 나머지 곡은 로버트 엘리스 오럴, 브라이언 마허, 안젤로 페트라글리아, 리즈 로즈와 함께 공동으로 작업하였다. 그중 오럴은 한 곡에 프로듀서로 참여하였으며, 나머지는 네이선 채프먼이 프로듀싱하였다.
노래의 가사는 스위프트가 열애, 우정, 그리고 불안을 다루는 십대 시절의 삶에 대해 노래하였다. 음악적으로는 팝과 팝 록의 요소를 가지고 있는 컨트리 음악이며, 기타, 밴조, 피들과 같은 어쿠스틱 악기들을 사용하였다. 비평가들은 “Taylor Swift”에 있는 팝과의 크로스오버된 사운드가 스위프트가 후에 노래하는 컨트리 팝 음반의 기초를 닦았다고 평하였다. 음반 내에서는 팝 라디오 크로스오버 ‘Teardrops on My Guitar’, 핫 컨트리 송 차트 1위 싱글 ‘Our Song’과 ‘Should've Said No’를 포함하여 총 다섯 곡이 싱글컷되었다. 스위프트는 음반 홍보를 위해 마이스페이스를 통하여 팬들과 소통하였으며, 2006년에는 6달에 걸친 라디오 투어와 함께 2006년과 2007년에 진행된 컨트리 음악가의 콘서트에서 오프닝 공연을 하였다.
비평가들은 음반에 들어있는 메인스트림적인 감성과 어린 나이임에도 불구하고 뛰어난 스위프트의 송라이팅 능력에 호평을 보냈다. “Taylor Swift”는 2008년 아카데미 오브 컨트리 뮤직 어워드에서 올해의 음반을 포함해 세 부문에 올랐으며, 그래미 어워드에서 신인상 후보에 올랐다. 또한 미국 빌보드 톱 컨트리 앨범 차트에서 24주간 1위를 차지하였고, 2000년대에 빌보드 200 차트에 오른 음반 중 가장 오랜 기간 동안 이름을 올린 음반이 되었다. 미국 음반 산업 협회(RIAA)으로부터 7×플래티넘을 인증받았으며, 이로 인해 스위프트는 음반의 전곡에 작곡가 혹은 작사가로서 참여한 플래티넘 데뷔 음반을 가진 첫 여성 컨트리 음악가가 되었다. 언론에서는 “Taylor Swift”의 성공은 스위프트가 이례적으로 라디오 홍보를 통한 온라인 마케팅을 진행하면서 주로 중년 청취자들로 구성되어 있던 컨트리 음악 청취자를 젊은 층으로 바꿀 수 있도록 하였다고 언급하였다.
Swift의 삶과 경력의 일부를 기록한 다큐멘터리 Miss Americana는 2020년 선댄스 영화제에서 첫 선을 보였고 2020년 1월 31일 넷플릭스에서 초연되었다. Miss Americana에는 2018년 미국 선거 이후 Swift가 쓴 노래 "Only the Young"이 포함되어 있다.

## 배경
1989년 펜실베이니아주에서 출생한 테일러 스위프트는 어릴 때부터 공연 예술에 대하여 관심을 가지고 있었다. 스위프트는 이후 컨트리 가수 페이스 힐에 관한 다큐멘터리를 보고 난 후에 컨트리 음악의 수도인 테네시주의 내슈빌로 이사를 가 컨트리 가수로서의 경력을 추구할 필요가 있다고 생각하였다. 11살이 되던 해에 스위프트는 엄마와 함께 내슈빌로 여행을 가서 레코드 레이블과 계약사들에게 가서 노래방 버전의 데모 테이프를 돌렸다. 하지만 음반 제작사는 컨트리 음악을 듣는 사람의 대부분이 중년이기 때문에 10대 소녀의 음악을 듣지 않을 것이라 생각하여 스위프트를 거절하였다. 스위프트는 이 말을 굳게 믿지 않았다. 이후 "기본적으로 그들 모두가 '아, 참 귀엽구나... 집으로 가서 18살이 되면 다시 돌아와.'라고 말했다"고 이야기하면서 음반사들이 자신의 어린 나이 때문에 심각하게 받아들이지 않았다고 언급하였다.
펜실베이니아주로 돌아간 스위프트는 자신이 다른 컨트리 가수 지망생들과는 구별되어야 한다는 것을 깨달았다. 이를 위해 12살이 되던 해에 가족의 컴퓨터를 고친 적이 있었던 컴퓨터 수리공의 도움으로 기타를 연주하는 법을 배웠으며, 스스로 곡을 쓰기 시작하였다. 이때 스위프트의 컨트리 음악에 대한 사랑으로 인해 또래와 멀어지기 시작하였다. 2003 US 오픈 때 ‘The Star-Spangled Banner’을 공연한 모습을 음악 매니저인 댄 딤트로가 관심을 보였고, 13살의 스위프트가 내슈빌에서 RCA 레코드와 아티스트 개발 계약을 맺는 것을 도와주었다. 스위프트가 가수로서 성장할 수 있도록 아버지는 직장을 내슈빌로 옮겼으며, 14살이 되던 2004년에 내슈빌에서 가까운 도시인 헨더슨빌로 이사하였다.

## 트랙 리스트
| #             | 제목                           | 작사·작곡                                  | 프로듀서           | 재생 시간 |
| ------------- | ------------------------------ | ------------------------------------------ | ------------------ | --------- |
| 1.            | 〈Tim McGraw〉                 | Taylor Swift Liz Rose                      | Nathan Chapman     | 3:54      |
| 2.            | 〈Picture to Burn〉            | Swift Rose                                 | Chapman            | 2:55      |
| 3.            | 〈Teardrops on My Guitar〉     | Swift Rose                                 | Chapman            | 3:35      |
| 4.            | 〈A Place in This World〉      | Swift Robert Ellis Orrall Angelo Petraglia | Chapman            | 3:22      |
| 5.            | 〈Cold as You〉                | Swift Rose                                 | Chapman            | 4:01      |
| 6.            | 〈The Outside〉                | Swift                                      | Orrall Chapman [a] | 3:29      |
| 7.            | 〈Tied Together with a Smile〉 | Swift Rose                                 | Chapman            | 4:11      |
| 8.            | 〈Stay Beautiful〉             | Swift Rose                                 | Chapman            | 3:58      |
| 9.            | 〈Should've Said No〉          | Swift                                      | Chapman            | 4:04      |
| 10.           | 〈Mary's Song (Oh My My My)〉  | Swift Rose Brian Maher                     | Chapman            | 3:35      |
| 11.           | 〈Our Song〉                   | Swift                                      | Chapman            | 3:24      |
| 총 재생 시간: | 총 재생 시간:                  | 총 재생 시간:                              | 총 재생 시간:      | 40:28     |

| #  | 제목          | 작사·작곡 | 프로듀서 | 재생 시간 |
| -- | ------------- | --------- | -------- | --------- |
| 1. | 〈I Heart ?〉 | Swift     | Orrall   | 3:15      |

| #  | 제목                              | 재생 시간 |
| -- | --------------------------------- | --------- |
| 1. | 〈Tim McGraw〉                    | 4:00      |
| 2. | 〈Taylor's Grand Ole Opry Debut〉 | 2:56      |

| #   | 제목                                              | 작사·작곡                     | 프로듀서      | 재생 시간 |
| --- | ------------------------------------------------- | ----------------------------- | ------------- | --------- |
| 12. | 〈I'm Only Me When I'm with You〉                 | Swift Orrall Angelo           | Orrall Angelo | 3:35      |
| 13. | 〈Invisible〉                                     | Swift Orrall                  | Orrall        | 3:26      |
| 14. | 〈A Perfectly Good Heart〉                        | Swift Brett James Troy Verges | James Verges  | 3:42      |
| 15. | 〈Taylor Swift's 1st Phone Call with Tim McGraw〉 |                               |               | 4:44      |

| #   | 제목                                     | 작사·작곡           | 프로듀서      | 재생 시간 |
| --- | ---------------------------------------- | ------------------- | ------------- | --------- |
| 12. | 〈I'm Only Me When I'm with You〉        | Swift Orrall Angelo | Orrall Angelo | 3:35      |
| 13. | 〈Invisible〉                            | Swift Orrall        | Orrall        | 3:26      |
| 14. | 〈A Perfectly Good Heart〉               | Swift James Verges  | James Verges  | 3:42      |
| 15. | 〈Teardrops on My Guitar〉 (Pop Version) | Swift Rose          | Chapman       | 2:58      |

| #   | 제목                                                                    | 재생 시간 |
| --- | ----------------------------------------------------------------------- | --------- |
| 1.  | 〈Tim McGraw〉 (music video)                                            | 4:00      |
| 2.  | 〈Tim McGraw〉 (Live at Grand Ole Opry)                                 | 2:56      |
| 3.  | 〈Tim McGraw〉 (Live at Yahoo! Music)                                   | 4:05      |
| 4.  | 〈Teardrops on My Guitar〉 (music video)                                | 3:45      |
| 5.  | 〈Teardrops on My Guitar〉 (behind the scenes)                          | 4:16      |
| 6.  | 〈Our Song〉 (music video)                                              | 3:30      |
| 7.  | 〈Our Song〉 (behind the scenes)                                        | 11:30     |
| 8.  | 〈A Place in This World〉 (GAC Short Cut series)                        | 21:48     |
| 9.  | 〈Picture to Burn〉 (CMT's unplugged at 330 sessions video performance) | 3:14      |
| 10. | 〈Taylor's Home Movie〉                                                 | 5:40      |

| #   | 제목                                                                | 재생 시간 |
| --- | ------------------------------------------------------------------- | --------- |
| 11. | 〈Taylor's Performance on the Tim McGraw and Faith Hill Tour 2007〉 | 10:12     |

| #   | 제목                                     | 작사·작곡  | 프로듀서 | 재생 시간 |
| --- | ---------------------------------------- | ---------- | -------- | --------- |
| 15. | 〈Teardrops on My Guitar〉 (Pop Version) | Swift Rose | Chapman  | 2:58      |

| #  | 제목                       | 재생 시간 |
| -- | -------------------------- | --------- |
| 1. | 〈Tim McGraw〉             | 4:00      |
| 2. | 〈Teardrops on My Guitar〉 | 3:45      |

Notes
- ^[a]  추가 프로듀서

## 차트 기록

### 차트
| 차트 (2006—2010)                | 최고 기록 |
| ------------------------------- | --------- |
| 오스트레일리아 음반 차트        | 33        |
| 오스트레일리아 컨트리 음반 차트 | 2         |
| 캐나다 음반 차트                | 14        |
| 캐나다 컨트리 음반 차트         | 1         |
| 영국 음반 차트                  | 81        |
| 미국 빌보드 200                 | 5         |
| 미국 빌보드 탑 컨트리 음반 차트 | 1         |

### 음반 판매량 인증
| 국가           | 증명 (음반 판매량) |
| -------------- | ------------------ |
| 오스트레일리아 | 5× Platinum        |
| 캐나다         | 4× Platinum        |
| 영국           | Platinum           |
| 미국           | 6× Platinum        |

| 전문가 평가               | 전문가 평가 |
| 평가 점수                 | 평가 점수   |
| 출처                      | 점수        |
| ------------------------- | ----------- |
| AllMusic                  | [ 17 ]      |
| Robert Christgau          | [ 18 ]      |
| Country Weekly            | [ 19 ]      |
| The Palm Beach Post       | [ 20 ]      |
| Pitchfork                 | 6.7/10      |
| The Philadelphia Inquirer | [ 22 ]      |
| PopMatters                | 6/10        |
| Rolling Stone             | [ 24 ]      |